# Heinrich von Plettenberg (Domherr, † 1553)
Heinrich von Plettenberg (* im 15. oder 16. Jahrhundert; † 1. April 1553) war Domherr in Paderborn und Domscholaster in Münster.

## Leben
Heinrich von Plettenberg entstammte dem westfälischen Uradelsgeschlecht von Plettenberg, dessen Name auf den Stammsitz am Fuße des Plattberges nahe der Stadt Plettenberg zurückgeht. Zahlreiche namhafte Persönlichkeiten sind daraus hervorgegangen.
Er war der Sohn des Heidenreich von Plettenberg gen. von der Molen und dessen Gemahlin Sophia Schade. Sein Bruder Gerhard war ebenfalls Domherr. Im Jahre 1509 wird Heinrich erstmals als Besitzer des Großen Weißamtes genannt, welches aus mehreren Kirchspielen bestand. Bis zu seinem Tod blieb er in dessen Besitz. Am 24. August 1518 war er Archidiakon zu Altlünen. Mit weiteren Domherren war Heinrich am Weihnachtsfest 1532 auf der Flucht vor den Wiedertäufern. Nachdem Rotger Korff gen. Schmising zum Domdechanten gewählt worden war, wurde Heinrich zum Domscholaster gewählt; die Wahl nahm er am 7. Juni 1537 an. Die Bestätigung durch den Bischof fiel auf den 11. Juni. Neben der Propstei in Kaiserswerth besaß er auch noch ein Domkanonikat in Paderborn. Der Bischof verlieh ihm 1542 die Nutzung der Emsfischerei auf Lebenszeit, die bislang zum Amt Bevergern gehörte und vom bischöflichen Fischer zu Greven ausgeübt worden war. Kurz vor seinem Tod verzichtete Heinrich zugunsten seines gleichnamigen Neffen Heinrich von Plettenberg auf das Archidiakonat Altlünen und auf das Große Weißamt.